# Pauline van der Wildt

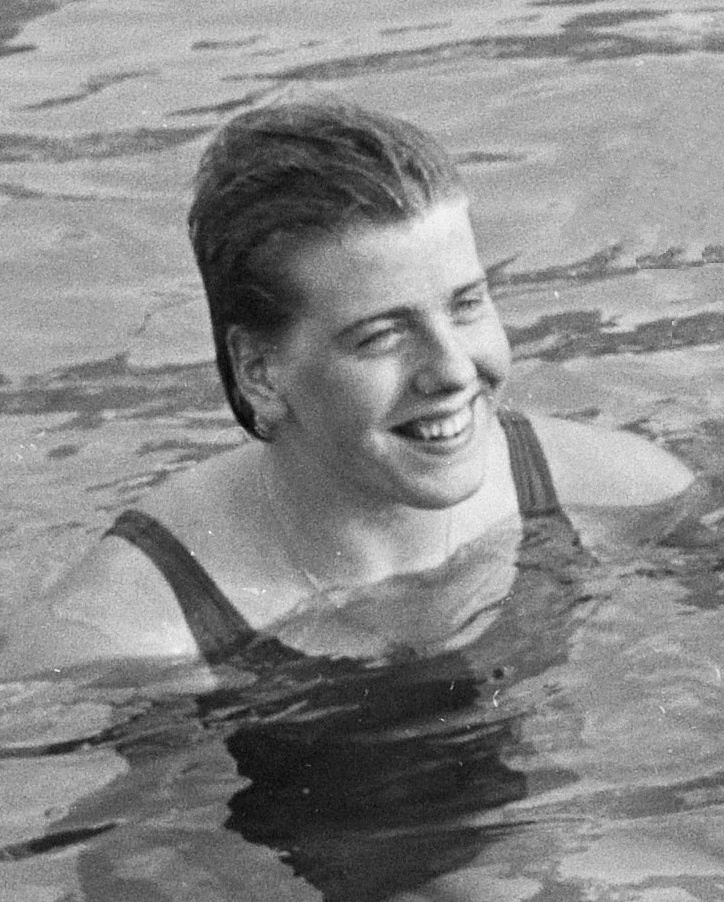
Pauline van der Wildt (1962)

Paulina „Pauline“ Jakoba van der Wildt (* 29. Januar 1944 in Schiedam) ist eine ehemalige niederländische Schwimmerin. Sie gewann 1964 eine olympische Bronzemedaille.

## Sportliche Karriere
Am 27. Juni 1964 hatte die niederländische 4-mal-100-Meter-Freistilstaffel in der Aufstellung Pauline van der Wildt, Erica Terpstra, Ineke Tigelaar und Winnie van Weerdenburg in 4:12,3 Minuten einen neuen Europarekord aufgestellt. Dreieinhalb Monate später bei den Olympischen Spielen in Tokio trat die niederländische 4-mal-100-Meter-Freistilstaffel mit Pauline van der Wildt, Toos Beumer, Winnie van Weerdenburg und Erica Terpstra an und erreichte die fünftschnellste Vorlaufzeit. Im Finale siegte das Team aus den Vereinigten Staaten vor den Australierinnen. Dahinter schwammen die Niederländerinnen in der gleichen Besetzung wie im Vorlauf in 4:12,0 Minuten einen neuen Europarekord und erkämpften die Bronzemedaille vor den Ungarinnen, die in 4:12,1 Minuten ebenfalls unter dem alten Europarekord blieben.
Die 1,77 Meter große Pauline van der Wildt startete für den Schiedamsche Zwemclub.